# Ferma gli orologi
Ferma gli orologi è un singolo del cantautore italiano Ermal Meta, pubblicato il 25 aprile 2025.

## Descrizione
Il brano è scritto dallo stesso cantautore, che ha anche curato la produzione con Giordano Colombo e invita a fermare il tempo per trattenere l'attimo perfetto.

## Video musicale
Il video musicale, diretto da Mauro Russo e girato presso le tenute di Al Bano, è stato pubblicato in concomitanza all'uscita del brano attraverso il canale YouTube del cantautore.

## Tracce
Testi di Ermal Meta, musiche di Ermal Meta e Giordano Colombo.
1. Ferma gli orologi – 3:24